# Natatolana borealis
Natatolana borealis är en kräftdjursart som först beskrevs av Wilhelm Lilljeborg 1851.  Natatolana borealis ingår i släktet Natatolana och familjen Cirolanidae. Arten är reproducerande i Sverige. Inga underarter finns listade i Catalogue of Life.